# Carlos Enrique Sierra Mejía
Carlos Enrique Sierra Mejía (Itagüí, Antioquia; 1967) es un poeta, narrador, crítico, periodista cultural y editor colombiano.

## Trayectoria
Su obra se reconoce por la lucidez y originalidad de un lenguaje vinculado con la ciudad, el tema social, el amor, la muerte y el pensamiento filosófico. Edita y distribuye el periódico El Transeúnte desde el año 2001, dedicado a la crítica y la difusión de la poesía y la literatura contemporáneas. De igual modo, patrocina la edición permanente de nuevos libros de poesía, novela, cuento y ensayo de escritores locales bajo el mismo sello. Sus propios textos han sido incluidos en distintas antologías, revistas y libros de Colombia y el exterior. Colaborador, además, de periódicos como El Colombiano y El Mundo de Medellín. 

## Obras publicadas
- Habitación desnuda. Fondo Editorial Ateneo. Medellín, 1997 -  46 p.
- La estación baldía. Secretaría de Educación y Cultura, 1997 - 129 p. ISBN 9588024072, ISBN 9789588024073
- Noticias del Espejo. Transeúnte Editor. Medellín, 2008.
- Antología poética Portugués-español. Mangue Editora. Recife, 2015.

## Premios y distinciones
- Premio de Poesía León de Greiff, Alcaldía de Medellín, 1997.
- Premio de Poesía Ciudad de Itagüí, 2006.
- Beca de investigación en crítica literaria, Ministerio de Cultura, 1998.
- Mención mejor comentarista de libros de Colombia, Cámara Colombiana del Libro, 1994, por sus trabajos en el diario El Colombiano.
- Beca de Investigación en Artes Escénicas, Colcultura, 1994.
- Premio de Estímulos a Publicaciones Culturales, de la Alcaldía de Medellín, 2007.